# 1473 en Angleterre
Chronologie de l'Angleterre
- 1469
- 1470
- 1471
- 1472
- 1473
- 1474
- 1475
- 1476
- 1477

Cette page concerne l'année 1473 du calendrier julien.

## Naissances en 1473
- 14 août : Margaret Pole, 8e comtesse de Salisbury
- 17 août : Richard de Shrewsbury, 1er duc d'York
- 23 septembre : Thomas Lovett III, shérif
- Date inconnue :
  - Thomas Howard, 3e duc de Norfolk
  - Édouard de Middleham, prince de Galles
  - Thomas Wolsey, archevêque d'York

## Décès en 1473
- 1er mai : John Green, speaker de la Chambre des communes
- 2 mai : Ralph Boteler, 1er baron Sudeley
- 8 mai : John Stafford, 1er comte de Wiltshire
- 28 juin : John Talbot, 3e comte de Shrewsbury
- 2 septembre : Élisabeth de Scales, 8e baronne Scales (en)
- 25 septembre : Elizabeth Cheney, noble
- Date inconnue :
  - John Arundell, noble
  - Roger de Camois, diplomate
  - John Martyn, universitaire
  - Katherine de la Pole, abbesse
  - Walter Wrottesley, capitaine de Calais